# The End of Faith
The End of Faith: Religion, Terror, and the Future of Reason (en français : La Fin de la Foi : Religion, Terreur, et l'avenir de la Raison) est un livre de Sam Harris publié en 2004, qui traite du conflit entre la foi religieuse et la pensée rationnelle, ainsi que de la problématiques de la tolérance à l'égard du fondamentalisme religieux. 
Le livre débute par la description d'une époque décrite comme « une période de deuil collectif et de stupeur suite aux attentats du 11 septembre 2001 ». Il se poursuit par de nombreuses critiques adressées à la croyance religieuse.  
Le livre connait un grand succès dès sa sortie en 2004 et il est décoré d'un PEN American Center (en)/Martha Albrand Award. Le même mois, il occupe la quatrième place des meilleures ventes de livres selon le New York Times. Il restera dans la liste des meilleures ventes pendant 33 semaines.